# Restrepia wageneri
Restrepia wageneri é uma espécie de orquídea (Orchidaceae) originária dos Andes.